# Betiscoides
Betiscoides is een geslacht van rechtvleugeligen uit de familie Lentulidae. De wetenschappelijke naam van dit geslacht is voor het eerst geldig gepubliceerd in 1923 door Sjöstedt.

## Soorten
Het geslacht Betiscoides omvat de volgende soorten:
- Betiscoides meridionalis Sjöstedt, 1923
- Betiscoides parva Key, 1937
- Betiscoides sjostedti Key, 1937